# Metamorfismo regional

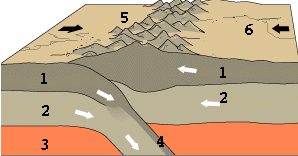
Representación de una zona de subducción en un límite convergente de placas litosféricas. En estas zonas se produce metamorfismo regional.

El metamorfismo regional ocurre cuando grandes volúmenes de roca están sometidas a presiones dirigidas y a elevadas temperaturas asociadas a deformaciones a gran escala. Este tipo de metamorfismo, produce el mayor volumen de rocas metamórficas y tiene lugar en los límites convergentes donde las placas litosféricas colisionan.
El metamorfismo regional es característico de las regiones de contactos convergentes entre placas téctonicas que llevan asociados a los pliegues de la corteza terrestre que dan lugar a las Cordilleras